# Krzysztof Kusiel-Moroz
Krzysztof Kusiel-Moroz (ur. 9 listopada 1965) − polski dyrygent, pedagog i animator kultury, założyciel Warszawskiego Chóru Chłopięcego i Męskiego przy UMFC, kompozytor.

## Życiorys
Ukończył studia dyrygentury symfoniczno-operowej w Akademii Muzycznej im. Fryderyka Chopina w roku 1990 w klasie Stanisława Wisłockiego. Studiował także dyrygenturę chóralną pod kierunkiem Ryszarda Zimaka. Od ukończenia studiów jest związany z macierzystą uczelnią jako pedagog dyrygowania i dyrygent uczelnianego chóru mieszanego. Jest także opiekunem artystycznym Wydziałowych Zespołów Wokalnych.
W latach 1994−99 sprawował kierownictwo artystyczne Towarzystwa Śpiewaczego HARFA i działającego przy nim Chóru Męskiego im. Wacława Lachmana.
Krzysztof Kusiel-Moroz prowadzi szeroką działalność dyrygencką.
Dyrygował większością polskich orkiestr:
- Filharmonia Narodowa w Warszawie,
- Filharmonia Opolska,
- Filharmonia Bydgoska,
- Filharmonia Białostocka,
- Sinfonia Varsovia.

Czterokrotnie występował na Międzynarodowym Festiwalu Wratislavia Cantans.
Koncertował także za granicą, m.in. w Niemczech (Darmstadt, Passau, Hamburg, Brema, Oldenburg), krajach Beneluxu (Haga, Antwerpia, Gouda, Luksemburg), a także we Francji, na Litwie, Łotwie, w Norwegii, a poza Europą w Japonii (Tokio, Osaka, Hiroshima, Nagasaki, Fukuoka i in.) i Stanach Zjednoczonych. Wiele z wyżej wymienionych koncertów było transmitowanych przez stacje radiowe i telewizyjne.
Wśród wykonywanych utworów znalazły się m.in. G.B. Pergolesi − Stabat Mater, J. Haydn − Nelsonmesse d−moll, W.A. Mozart − Symfonia g−moll KV 550, Divertimenti KV 136 i 137, Beethoven − VIII Symfonia F−dur, Fantasia c−moll op.80, opera „Fidelio” (fragm.), S. Moniuszko − Uwertura koncertowa „Bajka”, opera „Straszny Dwór” (fragm.), R. Schumann − IV Symfonia d−moll, J. Brahms − I Symfonia c−moll, H. Wieniawski − II Koncert Skrzypcowy d−moll, G. Fauré − Requiem op. 48, J. Rutter − Requiem, K. Penderecki − Passio secundum Lucam, Utrenia.
W Warszawskiej Akademii Muzycznej współpracował przy realizacji takich dzieł jak m.in.: I. Strawińskiego Symfonia Psalmów, G. Verdiego Messa da Requiem, L. van Beethovena IX Symfonia d−moll, C. Orffa Carmina Burana.
Krzysztof Kusiel-Moroz jest dyrektorem Warszawskiego Chóru Chłopięcego i Męskiego przy Uniwersytecie Muzycznym Fryderyka Chopina, z którym przygotował i dyrygował osobiście wiele dzieł oratoryjnych i chóralnych. Dokonał także z tym zespołem licznych rejestracji fonograficznych, z których ostatnia (oratorium Star Child G. Crumba) otrzymała w 2001 nagrodę GRAMMY.
Artysta posiada na swoim koncie również dorobek kompozytorski. Z najważniejszych dzieł wymienić należy 2 symfonie, koncert fortepianowy, Sinfoniettę na orkiestrę smyczkową, oratorium „Pasja Polska”, Agnus Dei, a także liczne mniejsze kompozycje kameralne i chóralne.